# Classe Ojika

La classe Ojika était une classe de grands patrouilleurs de la Garde côtière du Japon construite à partir de 1990.
En 2017, deux unités ont été transférées à la Garde côtière de Malaisie .

## Historique
En termes de design , il s'agit d'une version avancée de la classe Nojima, rebaptisée Oki depuis 1997. 

## Garde côtière de Malaisie
- KM Aru (8704) (ex-JCG Oki (PL-01)
- KM Pekan (9203) (ex-JCG Erimo (PL-02)